# Fondo de Cultura Económica
Fondo de Cultura Económica (FCE sau simplu „Fondo”) este un grup editorial non-profit de limba spaniolă, finanțat parțial de guvernul mexican. El are sediul central în Mexic și sucursale în întreaga lume vorbitoare de limba spaniolă.

## Privire generală
Editura a fost fondată în 1934 de către Daniel Cosío Villegas și Eduardo Villaseñor cu scopul inițial de a oferi studenților în științe economice de la Escuela Nacional de Economía cărți de specialitate în limba spaniolă. În curând, și-a extins aria de interes, incluzând alte discipline: științe umaniste, literatură (mai ales opere scrise în limba spaniolă), știință popularizată, cărți pentru copii și literatură pentru tineret.
În Mexic FCE are un lanț de 27 de librării în orașe precum Aguascalientes, Apatzingán, Ciudad de México, Nezahualcóyotl, Colima, Durango, Guadalajara, León, Monterrey, Morelia, Saltillo și Tuxtla Gutiérrez. În 2016 FCE a deschis librării în Villahermosa și Toluca.
Fondo de Cultura Económica deține 8 sucursale internaționale în Argentina (1945), Chile (1954), Spania (1963), Venezuela (1974), Columbia (1975), Peru (1975), Statele Unite ale Americii (1990) și Brazilia (1991), care se adresează populației vorbitoare de limba spaniolă din America de Nord, Centrală și de Sud și din Caraibe.
În plus, FCE are reprezentanțe în Bolivia, Canada, Ecuador, Honduras, Puerto Rico și Republica Dominicană, precum și companii de distribuție partenere în Costa Rica, Nicaragua, Panama și Uruguay.
Editura publică trei periodice: El Trimestre Económico, înființat cu câteva luni înainte de fondarea FCE; La Gaceta, fondat în 1954, și Diánoia (publicat în comun de către FCE și Instituto de Investigaciones Filosóficas de la UNAM), care apare din 1955.
În 1989 FCE a fost distins cu Premiul Prințul Asturiei în categoria Comunicare și Științe Umaniste, ca o recunoaștere a activității sale în țările vorbitoare de limba spaniolă. În 1987 La Gaceta a obținut Premio Nacional de Periodismo (Premiul național pentru jurnalism) al Mexicului.

## Istoric
Fondo de Cultura Económica are o istorie veche de peste 80 de ani, în cursul căreia s-a evidențiat ca un participant de frunte în sistemul de învățământ superior și în mișcările culturale și literare din Mexic și America Latină. Printre cei care au influențat istoria FCE se disting autori, cum ar fi Alfonso Reyes, Juan Rulfo, Juan José Arreola, Octavio Paz, Carlos Fuentes, Jorge Luis Borges, Carlos Pellicer, Raimundo Lida, José Gorostiza, Alí Chumacero, Salvador Elizondo, Ramón Xirau, Juan Goytisolo, Camilo José Cela, Luis Rosales, María Zambrano, Miguel Delibes, Ricardo Piglia, Gonzalo Rojas, Mario Vargas Llosa, Juan Gelman, Nicanor Parra, Alvaro Mutis, Alejo Carpentier, Sergio Pitol, Elena Garro, Rosario Castellanos, Elena Poniatowska și Fernando del Paso.

## Directori
| Director                    | Perioadă  |
| --------------------------- | --------- |
| Daniel Cosío Villegas       | 1934–1948 |
| Arnaldo Orfila Reynal       | 1948–1965 |
| Salvador Azuela             | 1965–1970 |
| Antonio Carrillo Flores     | 1970–1972 |
| Francisco Javier Alejo      | 1972–1974 |
| Guillermo Ramírez Hernández | 1974–1976 |
| José Luis Martínez          | 1977–1982 |
| Jaime García Terrés         | 1982–1988 |
| Enrique González Pedrero    | 1988–1989 |
| Miguel de la Madrid Hurtado | 1989–2000 |
| Gonzalo Celorio             | 2000–2002 |
| Consuelo Sáizar Guerrero    | 2002–2009 |
| Joaquín Díez-Canedo Flores  | 2009-2013 |
| José Carreño Carlón         | 2013-2018 |

## Legături externe
- es  Fondo de Cultura Económica
- en  FCE USA
- es  FCE Argentina
- es  FCE Chile
- es  FCE Colombia
- es  FCE Spain
- es  FCE Guatemala and Central America
- es  FCE Peru
- La Gaceta del Fondo de Cultura Económica
- Biblioteca Gonzalo Robles del FCE
- es  FCE's Libraries
- es  FCE's Press office